# بيتروزوفودسك

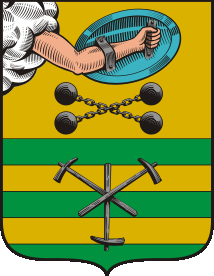
شعار مدينة بيتروزافودسك

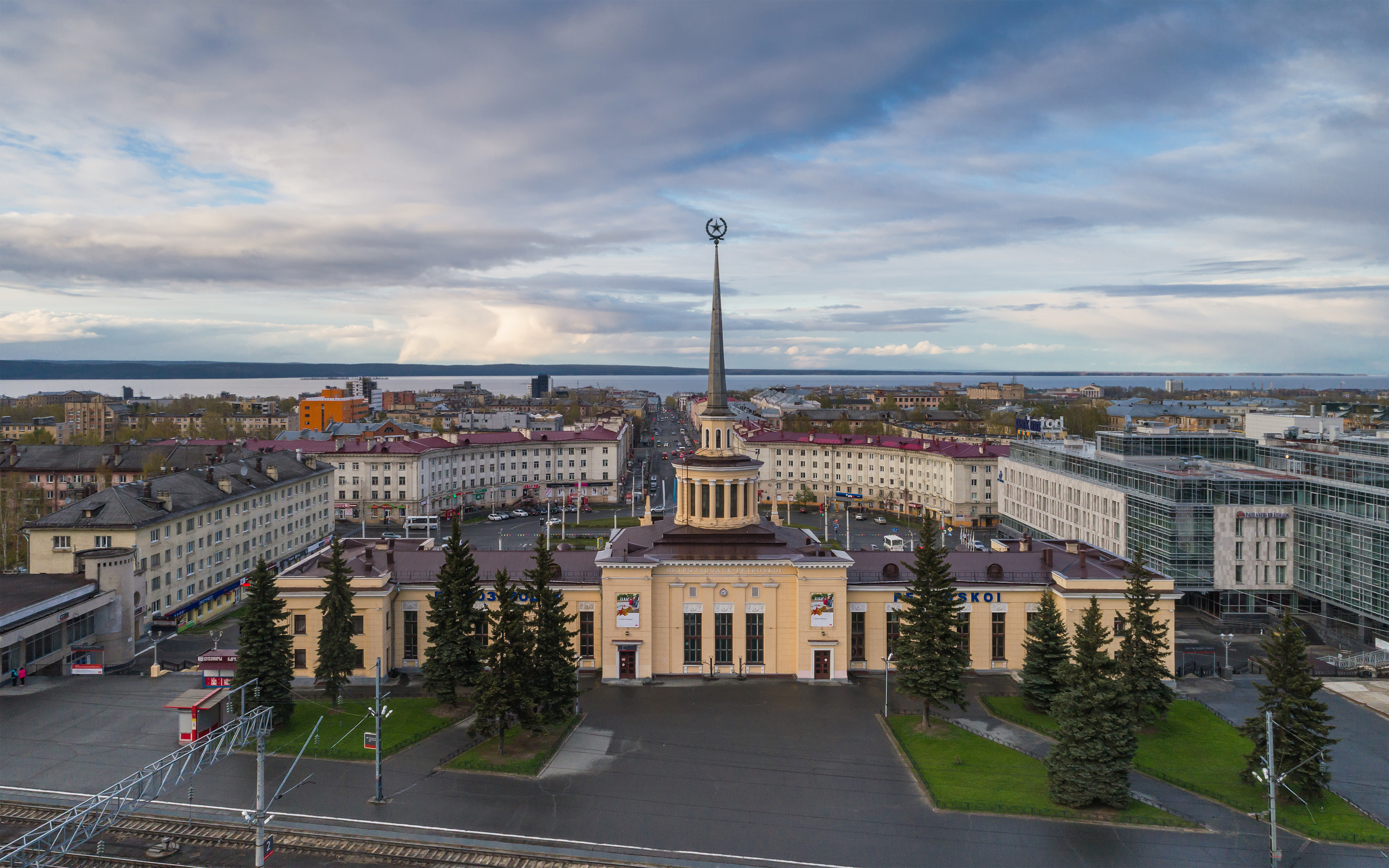
محطة القطارات في مدينة بيتروزوفودسك

بيتروزافودسك (بالروسية: Петрозаводск) وهي عاصمة جمهورية كاريليا الواقعة في شمال غرب جمهورية روسيا الاتحادية.

## الموقع
تقع مدينة بيتروزافودسك في منطقة الشمال الغربي من روسيا على ضفاف بحيرة أونيغو، وهي أكبر مدن المنطقة ويعيش فيها أكثر من 271 ألف نسمة ومساحتها 135 كيلومترا مربعا بضمنها 113 كيلومترا مربعا أراضي سكنية، أما الباقي فعبارة عن غابات داخل المدينة. وتبعد المدينة عن موسكو بـ 924 كم وبـ 412 كم عن مدينة سانت بطرسبرغ.

## تاريخ المدينة
تقع ضمن حدود المدينة 31 مستوطنة قديمة يعود تاريخها إلى 8 آلاف سنة. وأول قرية بُنيت في هذا المكان يعود تاريخها إلى القرن الـ 16. لقد تأسست المدينة حول مصنع حكومي لإنتاج الأسلحة الذي بُني عام 1703 حيث أنشأ حوله سور ترابي وضعت عليه المدافع، أي تحول المصنع إلى قلعة كان بإمكانها الصمود بوجه الهجمات السويدية. مع بداية عام 1704 بدأت 4 أفران للصهر عملها هناك بكامل قدرتها الإنتاجية حيث تحول المصنع إلى أضخم مصانع روسيا لإنتاج السلاح. وزار القيصر بطرس الأكبر هذا المصنع عدة مرات حيث جهزت له دار خشبية من دورين وبحيرة وكنيسة وحديقة حول الدار، كما بُنيت بالقرب من الدار كنيسة بطرس وبولص. واستمر البناء حول المصنع المذكور وكان السكان من مدن تولا ومنطقة الأورال المعروفون في مجال صناعة الأسلحة ينزحون إلى هذه القرية، كما شاركهم السكن هناك بعض الفلاحين القادمين من مختلف مناطق روسيا. لقد وصل عدد سكان القرية حول المصنع عام 1717 إلى أكثر من 3 آلاف إنسان.
في عام 1721 انتهت حرب الشمال بانتصار السلاح الروسي وتقدمت الحدود الروسية في عمق أراضي فنلندا وانتفت الحاجة إلى المدافع والقنابل، وعلى أثر ذلك انتقل أكثر العاملين هناك إلى مدينة يكاتيرينبورغ وتحول المصنع الحربي إلى إنتاج الصفائح والمسامير والأسلاك التي استخدمت في بناء مدينة بطرسبورغ وإسطول البلطيق. وفي عام 1734 توقف العمل نهائياً في المصنع وجمدت الحياة في القرية. عادت الحياة إلى المصنع والقرية المجاورة له بعد نشوب الحرب مع تركيا نظراً للحاجة الماسّة إلى الأسلحة حيث أصدرت الإمبراطورة كاثرين الثانية أمراً ببناء مصنع جديد لإنتاج المدافع الذي أُنتج في يوليو/ تموز عام 1774 أول مدفع. وأصبح المصنع الجديد أفضل مصانع روسيا من الناحية التقنية وجودة الإنتاج. وفي عام 1777 منحت الإمبراطورة كاثرين الثانية صفة المدينة للقرية. وبعد انتهاء الحرب منح المصنع ترخيصا لإنتاج الأوزان والموازين بأشكالها المختلفة، عام 1781 أصبحت المدينة مركزا لمحافظة أولينيتسك وعُيِّن الشاعر الروسي جافريلا ديرزهافين محافظا لها عام 1784. في عام 1860 بدأت السفن بنقل الركاب بين مدينتي سانت بطرسبرغ وبيتروزافودسك وفي عام 1870 ربطت مدينة بيتروزافودسك تلغرافيا بالعاصمة ومراكز المحافظات الأخرى. في بداية القرن الـ 20 جهزت المدينة ببدالة للهاتف وربطت بخط سكك الحديد إلى مدينة مورمانسك عام 1916. أصبحت عام 1920 عاصمة كومونة كاريليا، ومنذ عام 1923 ولغاية 1991 كانت عاصمة لجمهورية كاريليا ذات الحكم الذاتي. في بداية الحرب الوطنية العظمى عام 1941 وقعت المدينة تحت احتلال الجيش الفنلندي الكاريلي حيث أسس فيها معسكر للاعتقال خصص للرجال الروس من مواليد الفترة بين 1891 و 1924. وحرر الجيش الأحمر السوفيتي المدينة من قبضة الاحتلال عام 1944. بعد سنوات الحرب أُعيد بناء ما تهدم من المدينة وعادت الحياة فيها إلى مجراها الطبيعي. منحت المدينة عدد من الأوسمة والميداليات منها وسام «الراية الحمراء من أجل العمل» ووسام «بطرس الأكبر»، كما منحت جائزة أوروبا عام 2009.

## أشهر متنزهات بيتروزوفودسك
إن مدينة بيتروزوفودسك محاطة من جميع جوانبها بالغابات الكثيفة ذات الخضرة الدائمة إضافة إلى ما فيها من منتزهات وحدائق عامة أشهرها منتزه الثقافة الذي تأسس عام 1703 وهو أقدم المنتزهات في روسيا. ومنذ عام 1951 أسست في المدينة حديقة للنباتات تبلغ مساحتها 367 هكتارا تابعة لجامعة بيتروزوفودسك الحكومية، كما توجد فيها محمية طبيعية للنباتات.

## التعليم

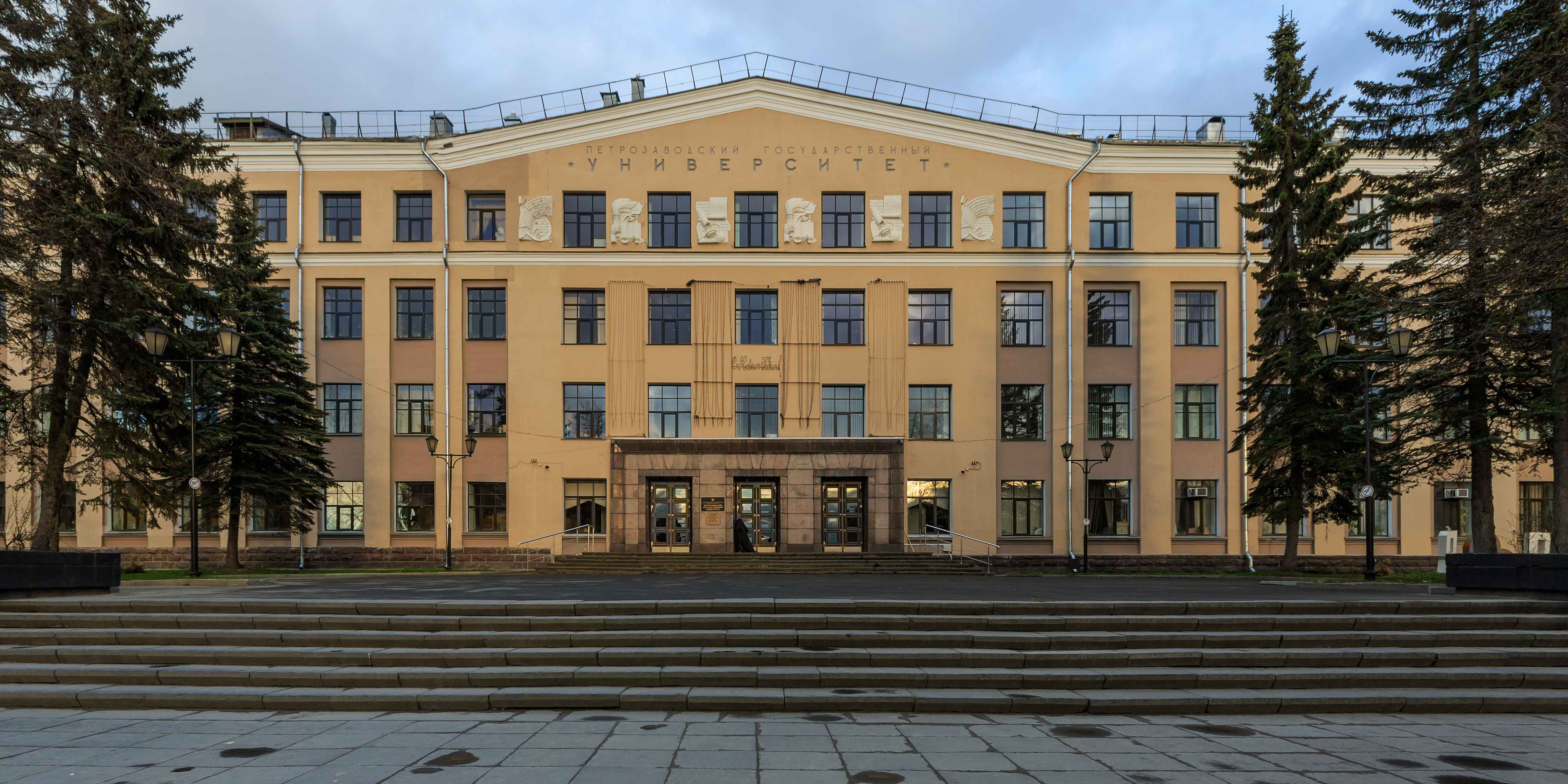
جامعة بيتروزوفودسك

توجد في المدينة ثلاث جامعات هي جامعة بيتروزوفودسك الحكومية التي أُسست عام 1940 وأكاديمية كاريليا الحكومية للتربية التي أُسست عام 1931، كما فيها كونسيرفاتوار حكومية، إضافة لذلك في المدينة عدد من الثانويات والمعاهد المهنية منها في مجال الموسيقى ومنها في مجال الطب وغيرها من الفروع المهنية. وفيها فيلهارمونيا حكومية تأسست عام 1939 تتضمن فرقتين فنيتين وأوركسترا سيمفوني وأوركسترا الأغاني الشعبية الروسية. توجد في المدينة مجموعة من المكتبات العامة أقدمها المكتبة الوطنية لجمهورية كاريليا التي أُسست عام 1833. إضافة لذلك يوجد في المدينة الأرشيف الوطني لكاريليا يحتوي على وثائق تعود إلى القرن 18 وحتى يومنا هذا. كما يوجد في المدينة مركز كاريليا العلمي التابع لأكاديمية العلوم الروسية وهو أكبر المعاهد في منطقة الشمال الغربي من روسيا ويهتم المركز بالأبحاث الزراعية والسمكية كما ينظم دورات رفع الكفاءة للعاملين في قطاع التعليم في جمهورية كاريليا.

## المسرح
توجد في مدينة بيتروزوفودسك 5 مسارح أقدمها مسرح الدراما الذي أُسس في عام 1905 وكذلك مسرح كاريليا الوطني الذي أُسس في عام 1932، كما فيها مسرح للموسيقى ومسرح للدمى وهو من أقدم مسارح الدمى في روسيا. وتوجد في المدينة إضافة لذلك مجموعة من دور العرض السينمائية والنوادي الاجتماعية والثقافية والليلية والكازينوهات. كما فيها ملاعب لممارسة الرياضة صيفا وشتاء. وتوجد في المدينة مجموعة من الفنادق الحديثة والسياحية تستقبل السياح طوال فصول السنة.

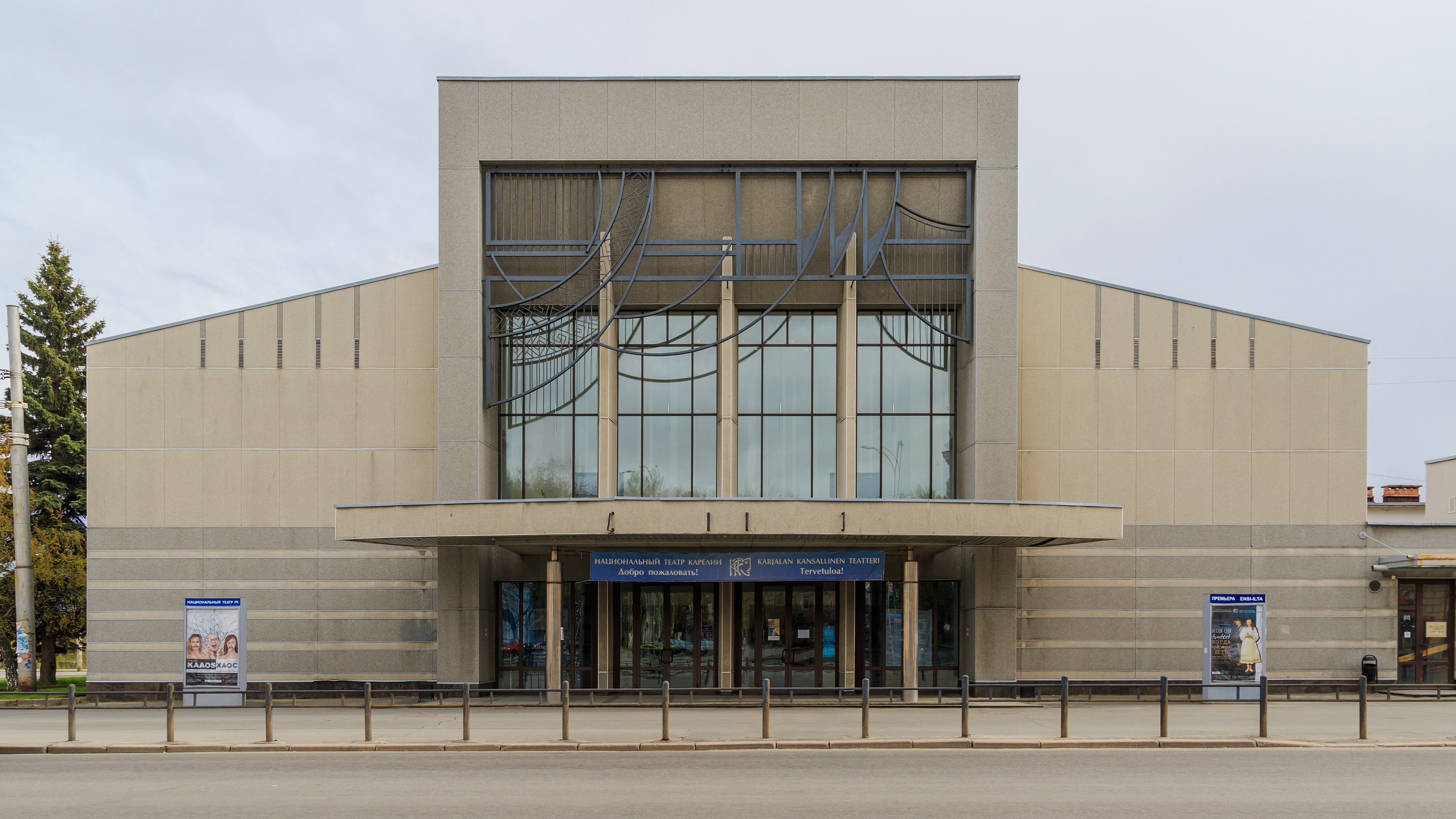
مسرح كاريليا الوطني.
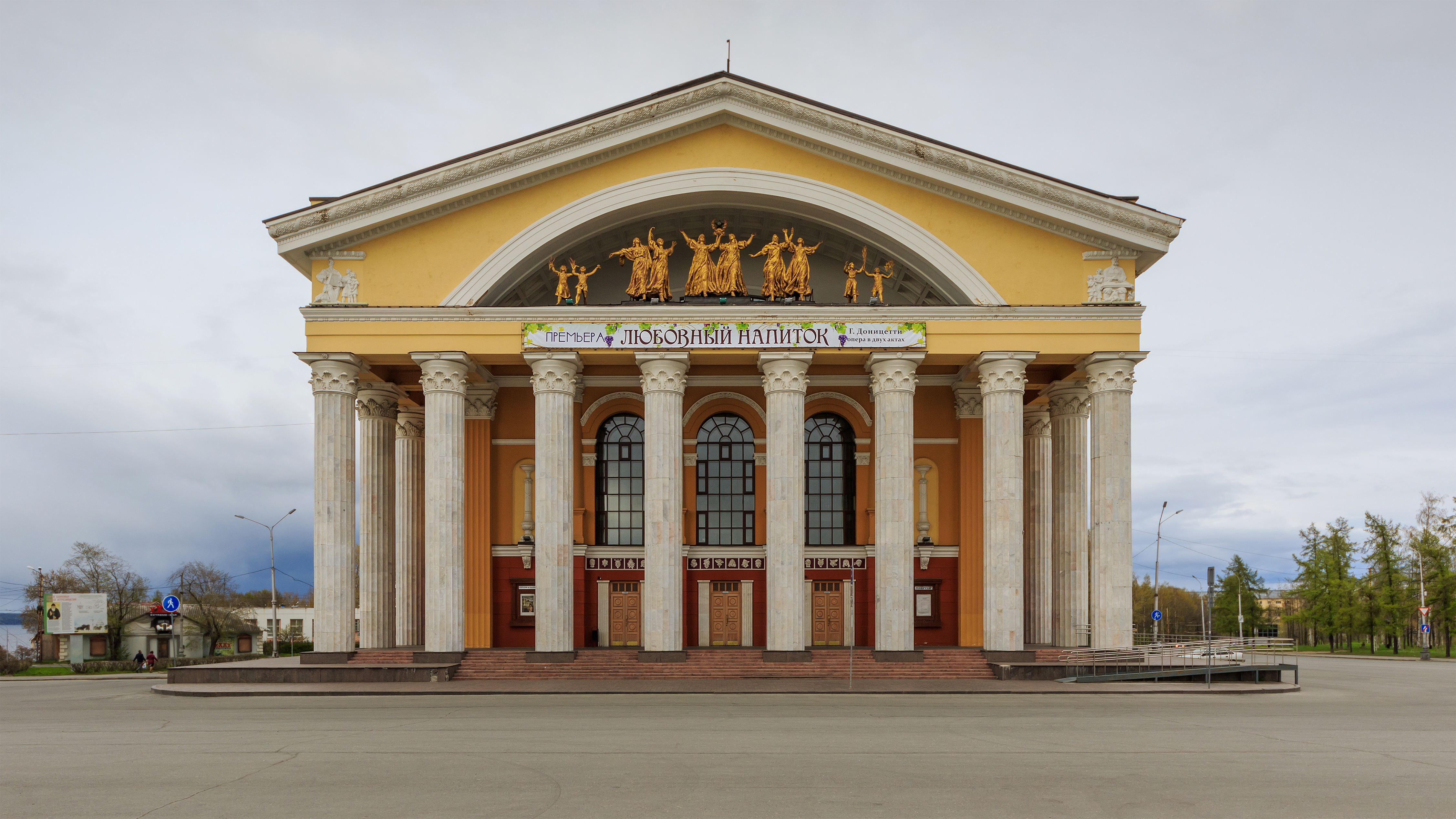
مسرح الدراما.

## المتاحف
كما توجد في المدينة عدد من المتاحف أهمها متحف محمية كيجي ومتحف الفنون التشكيلية ومتحف الإقليم الذي افتتح عام 1871، كما فيها غاليري للوحات الفنية، وإضافة لكل هذا نظمت أكثر المؤسسات الصناعية والثقافية متاحف خاصة بها. كما يوجد في المدينة عدد من القاعات للمعارض الفنية. كما توجد في المدينة مجموعة كبيرة من الكاتدرائيات والكنائس القديمة.

## المراكز السياحية الأخرى
تعتبر المدينة من المراكز السياحية في روسيا نظرا لما فيها من الآثار التاريخية التي تجذب السياح إليها. بإلإضافة إلى الكاتدرائيات القديمة والمباني التاريخية التي توجد في مركز المدينة التاريخي توجد أيضاً بقايا مباني تعود إلى عام 1774 والساحة الدائرية التي تحيط بها بنايتين على شكل نصف دائرة بنيت عام 1775. وفي عام 1873 أقيم في الساحة تمثال لبطرس الأكبر (حاليا نقل إلى شارع الكورنيش). أما شارع الكورنيش هذا فهو عبارة عن متحف في الهواء الطلق نصبت فيه إضافة إلى تمثال بطرس الأكبر مجموعة من التماثيل هي هدايا من المدن الشقيقة. كما يوجد في المدينة منتجع للعلاج بالمياه المعدنية أنشأه القيصر بطرس الأكبر عام 1725 ولا زال يعمل إلى يومنا هذا.